# Max Frischeisen-Köhler
Max Frischeisen-Köhler (Geburtsname Max Köhler; * 19. Juli 1878 in Berlin; † 11. Oktober 1923 in Halle (Saale)) war ein deutscher Philosoph, Psychologe und Pädagoge. Er gilt als Vertreter der geisteswissenschaftlichen Pädagogik.

## Leben
Frischeisen-Köhler war der Sohn des Berliner Kaufmanns Gustav Köhler, seine Mutter Antonie (1853–1928) war die Tochter des Rechnungsrats Oskar von der Goltz. Sein Vater starb 1881. 1905 adoptierte ihn sein Stiefvater Paul Frischeisen, der ebenfalls Kaufmann war. Frischeisen-Köhler besuchte das Luisengymnasium Berlin.
1897 begann er ein Studium an der Universität Berlin und wandte sich unter dem Einfluss Wilhelm Diltheys der Philosophie und der Theorie der Geisteswissenschaften zu. 1902 promovierte er mit der Dissertation „Hobbes in seinem Verhältnis zu der mechanischen Naturanschauung“, 1906 wurde er mit der Arbeit „Realitätswert der sinnlichen Qualitäten“ habilitiert. 1915 ging Frischeisen-Köhler als außerordentlicher Professor für Philosophie und Pädagogik an die Universität Halle-Wittenberg. Dort wurde er 1921 Ordinarius.

## Veröffentlichungen (Auswahl)
- (Hrsg.): Moderne Philosophie. Ein Lesebuch zur Einführung in ihre Standpunkte und Probleme. Enke, Stuttgart 1907.
- Das Realitätsproblem. Reuther & Reichard, Berlin 1912.
- Über die Grenzen der Erziehung. In: Zeitschrift für pädagogische Psychologie und Jugendkunde, Bd. 13 (1912), S. 521–529. Wieder abgedruckt in: Dieter Höltershinken (Hrsg.): Das Problem der pädagogischen Anthropologie im deutschsprachigen Raum (= Wege der Forschung, Bd. 455). Wissenschaftliche Buchgesellschaft, Darmstadt 1976, S. 23–33, ISBN 3-534-06782-7.

- Wissenschaft und Wirklichkeit (= Wissenschaft und Hypothese, Bd. 15). Teubner, Leipzig 1912.
- Wilhelm Dilthey als Philosoph. Mohr, Tübingen 1912.
- Das Zeitproblem. Mittler, Berlin 1913.
- (Hrsg.): Geistige Werte. Ein Vermächtnis deutscher Philosophie. Reichl, Berlin 1915.
- Das Problem des ewigen Friedens. Betrachtungen über das Wesen und die Bedeutung des Krieges. Mittler, Berlin 1915.
- Das englische Gesicht. England in Kultur, Wirtschaft und Geschichte. Ullstein, Berlin 1915.
- Grenzen der experimentellen Methode. Union Dt. Verl.-Ges., Berlin 1918. Wieder abgedruckt in: Norbert Kluge (Hrsg.): Das Experiment in der Erziehungswissenschaft (= Wege der Forschung, Bd. 476). Wissenschaftliche Buchgesellschaft, Darmstadt 1979, S. 55–76, ISBN 3-534-07045-3.
- Georg Simmel (1. März 1858 - 26. September 1918). Reuther & Reichard, Berlin 1919.
- Bildung und Weltanschauung. Eine Einführung in die pädagogischen Theorien. Mundus-Verl.-Ges., Charlottenburg 1921.
- Die Philosophie der Gegenwart. In: Max Dessoir (Hrsg.): Lehrbuch der Philosophie. Bd. 1: Die Geschichte der Philosophie. Ullstein, Berlin 1925, S. 551–630.
- Philosophie und Pädagogik. Beltz, Berlin/Langensalza 1931 (2. Aufl. 1962).